# Hugo Dreifert
Hugo Dreifert (* 1. Juni 1862; † 29. Juli 1925 in Cottbus) war ein deutscher Jurist und Kommunalpolitiker.

## Leben
Dreifert entstammte einer Cottbuser Kaufmannsfamilie. Nach dem Besuch des Gymnasiums in Cottbus studierte er in Leipzig, Freiburg im Breisgau, München und Berlin Rechtswissenschaft. In Berlin arbeitet er auch als Gerichtsassessor. Von 1894 bis 1905 war er Zweiter Bürgermeister von Cottbus. Von 1905 bis 1907 war er Erster Bürgermeister und 1907 bis 1914 Oberbürgermeister von Brandenburg an der Havel, anschließend bis zu seinem Tod durch Schlaganfall Oberbürgermeister von Cottbus. Dort setzte er sich für die Gründung des Heimatvereins ein und trieb den sozialen Wohnungsbau voran.
Sowohl in Cottbus als auch in Brandenburg an der Havel ist eine Straße nach ihm benannt.